# Усть-Кажинська сільська рада
Усть-Кажи́нська сільська рада (рос. Усть-Кажинский сельский совет) — сільське поселення у складі Красногорського району Алтайського краю Росії.
Адміністративний центр — село Усть-Кажа.

## Населення
Населення — 1277 осіб (2019; 1526 в 2010, 2082 у 2002).

## Склад
До складу сільської ради входять:
| Населений пункт      | Населення, осіб (2002) | Населення, осіб (2010) |
| -------------------- | ---------------------- | ---------------------- |
| Баликса, село        | 133                    | 104                    |
| імені Фрунзе, селище | 304                    | 268                    |
| Кажа, село           | 176                    | 116                    |
| Макар'євське, село   | 287                    | 160                    |
| Пільно, село         | 122                    | 40                     |
| Сосновка, село       | 195                    | 138                    |
| Усть-Кажа, село      | 865                    | 700                    |